# Martin Pedroza
Martín A. Pedroza (Ciudad de Panamá, Panamá 20 de julio de 1965) es un jockey panameño de carreras de caballos pura sangre.

## Carrera
Pedroza se formó en la escuela de jockey de Panamá y en 1981 montó su primer ganador en el Hipódromo Presidente Remón de la Ciudad de Panamá. Emigró a California para la temporada de carreras de 1983, donde ganó más carreras que cualquier otro jinete aprendiz durante tres encuentros en Santa Anita Park, Oak Tree y Los Alamitos. Es considerado uno de los mejores jinetes de todos los tiempos.Martín Pedroza ganó seis carreras consecutivas en Santa Anita Park el 31 de octubre de 1992, igualando el récord de esa pista que ostentaba Steve Valdez en 1973 e igualado por Darrel McHargue en 1979 y por Laffit Pincay Jr. en 1987 y Patrick Valenzuela en 1988. De los cuatro plusmarquistas, sólo Pedroza consiguió victorias en carreras sucesivas. En 2008, ganó la carrera número 3000 de su carrera en Fairplex Park en un día en el que ganó un récord de siete carreras y luego siguió con otro día de siete victorias solo dos días después.En la competencia de otoño de 2005 en Hollywood Park, Martín Pedroza ganó más carreras que cualquier otro jockey y en 2010 ganó su decimotercer título de equitación en Fairplex Park, doce de los cuales han sido consecutivos desde 1999. El antiguo agente de Pedroza es Richie Silverstein Al 28 de agosto de 2011, Martín Pedroza ha ganado 3.346 carreras.